# Douglas Chiarotti
Douglas Chiarotti (Santo André, 10 novembre 1970) è un allenatore di pallavolo ed ex pallavolista brasiliano.
Giocava nel ruolo di Centrale. Allena il São Bernardo.

## Palmarès

### Club
- Campionato brasiliano: 4

1988-89, 2000-01, 2001-02, 2005-06

### Nazionale (competizioni minori)
- Campionato sudamericano Under-21 1988
- Campionato mondiale Under-21 1989
- Giochi panamericani 1991
- World Top Four maschile 1992
- Coppa America 1998
- Giochi panamericani 1999
- Coppa America 1999
- Coppa America 2000

### Premi individuali
- 1991 - Campionato sudamericano: Miglior muro
- 1999 - Superliga brasiliana: Miglior muro
- 1999 - World League: Miglior realizzatore
- 2000 - Coppa America: Miglior muro
- 2004 - Superliga brasiliana: Miglior muro